# 日本電視台麴町分室

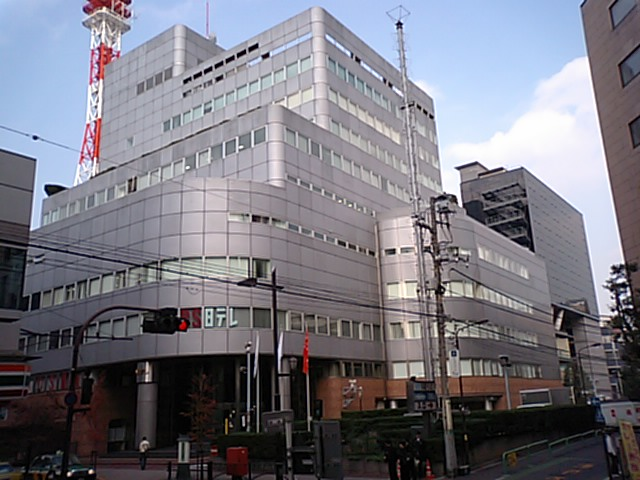
日本電視台麴町分室

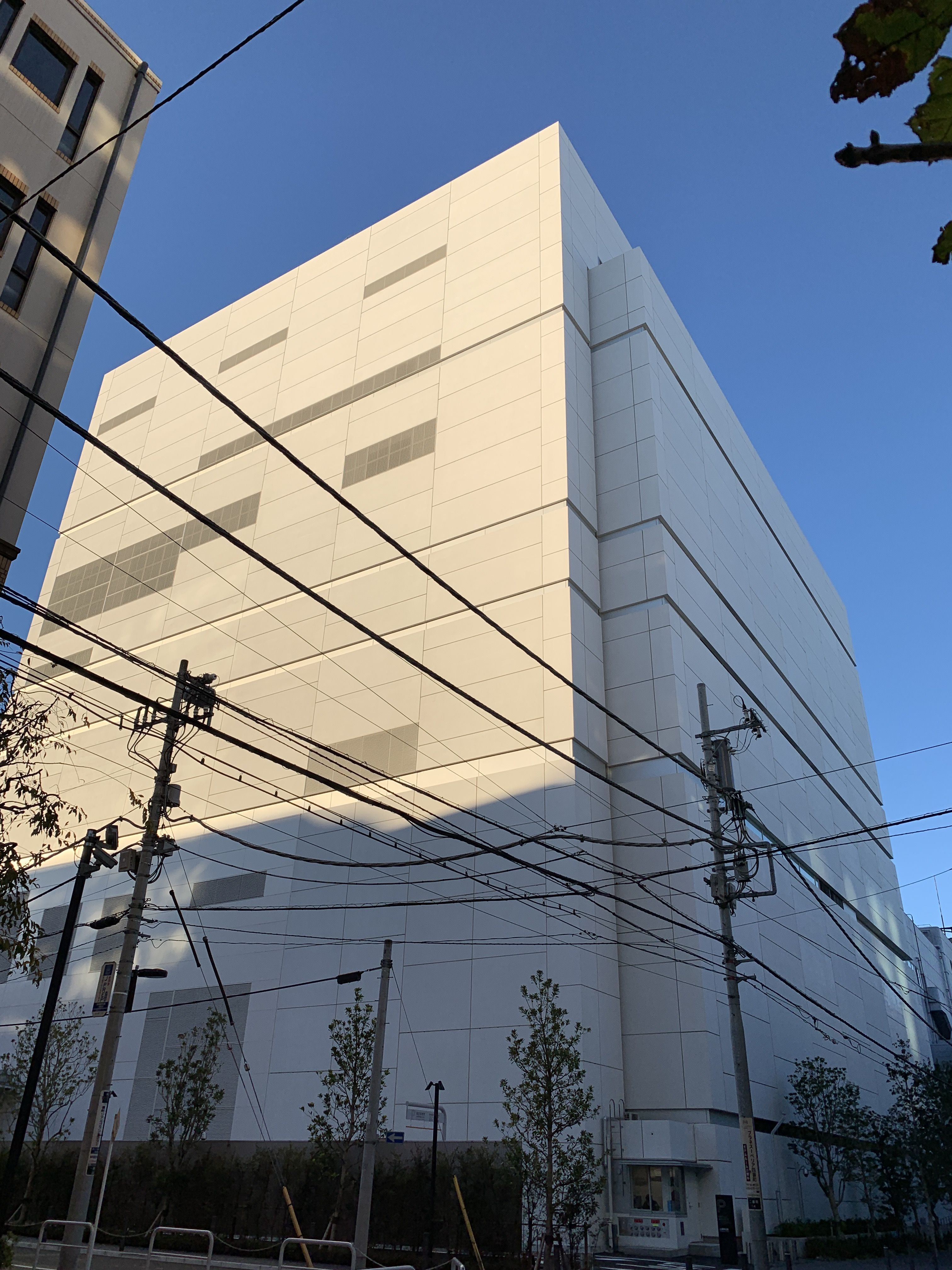
日本電視台番町攝影棚

日本電視台麴町分室（日语：／ Nihon terebi hōsō Kōjimachi bunshitsu */?）是日本電視台舊總部所在地，位於東京都千代田區二番町14番地，又稱「日本電視台麴町大廈」（日本テレビ麹町ビル）。該建築原本由「西本館」「南本館」「北本館」「彩色中心」四座建築構成。2003年，日本電視台將總部搬遷至汐留的日本電視台大廈，但麴町分室仍作為攝影棚使用，成為日本電視台除汐留外的另一處重要據點。由於原有建築老舊，日本電視台在麴町分室部分用地及新購入用地上新建大樓，稱為日本電視台番町攝影棚（／ Nihon terebi Banchō sutajio），於2018年8月竣工、2019年1月29日投入使用。番町攝影棚啟用後，麴町分室南本館等原有建築則被拆除。